# Ho salvato l'America
Ho salvato l'America (They Got Me Covered) è un film del 1943 diretto da David Butler.